# 银行理财业务
银行理财业务是商业银行利用自身掌握的社会经济金融信息、营销能力与设备技术，为社会公众（法人或自然人）提供财富的保值增值相关的咨询、信托、存款、投资等中长期方案组合的综合性业务。

## 中华人民共和国
截至2014年5月末，中国共有400多家银行业金融机构存续理财产品50 918款，理财资金帐面余额13.97万亿元。
2014年7月11日，中华人民共和国银行业监督委员会发布《关于完善银行理财业务组织管理体系有关事项的通知》（银监发[2014]35号），要求银行业金融机构设立单独的理财业务部门，集中统一经营全行的理财业务，实行“单独核算、风险隔离、行为规范、归口管理”，防范理财业务的风险积累。要求各行对表内外每只银行理财产品单独建账、单独核算。理财业务回归资产管理业务的本质，本行信贷资金不得为本行理财产品提供担保或兜底。本行的理财产品之间不得相互交易，不得相互调节收益。